# Charles Atkin
Charles Sydney Atkin (26. veljače 1889. — 9. svibnja 1958.) je bivši britanski hokejaš na travi.
Osvojio je zlatno odličje na hokejaškom turniru na Olimpijskim igrama 1920. u Antwerpenu (Anversu) igrajući za Ujedinjeno Kraljevstvo. 

## Vanjske poveznice
- Profil na Sports Reference.com  Arhivirana inačica izvorne stranice od 18. prosinca 2012. (Wayback Machine)